# Guatteria latipetala
Guatteria latipetala är en kirimojaväxtart som beskrevs av Robert Elias Fries. Guatteria latipetala ingår i släktet Guatteria och familjen kirimojaväxter. Inga underarter finns listade i Catalogue of Life.